# Amblystegium wilsonii
Amblystegium wilsonii là một loài rêu trong họ Amblystegiaceae. Loài này được Lindb. Lindb. mô tả khoa học đầu tiên năm 1879.